# Tunnel 57
Tunnel 57 var en 140 m lång flykttunnel under Berlinmuren. Namnet kommer av att 57 östtyskar lyckades fly genom tunneln under dess korta verksamma period.

## Byggtiden
Wolfgang Fuchs hade före Berlinmurens uppförande byggt en kortare tunnel under ingenmanslandet mellan Öst- och Västberlin. Denna första tunnel var endast 30 m lång och hann endast transportera ett fåtal östtyskar innan den upptäcktes av östtyska gränsvakter. I april 1964 hyrde Fuchs ett rivningshus, som tidigare varit ett bageri, på den västtyska sidan av Berlinmuren. Till hyresvärden sa han att han var fotograf och skulle använda källaren som mörkrum. Huset var väl synligt från det östtyska vakttornet, så Fuchs och övriga som arbetade med bygget av tunneln var tvungna att vara extra försiktiga för att inte röja vilket arbete som pågick i det gamla bageriet. För att säkerställa att ingen som arbetade med tunneln skulle avslöja planerna för östtyska gränspolisen anlitades endast personer som hade nära anhöriga i Östberlin.
Alla rörelser utanför huset var tvungna att passa in i rörelsemönstret för en fotoateljé. Detta medförde att ingen jord kunde transporteras ut från huset, vilket till slut medförde att i princip hela källaren och delar av första våningen var fyllda med schaktmassor när tunneln stod färdig. Virke för att stabilisera tunneln och ventilationsutrustning smugglades in i små delar så att en person kunde bära det utan att det verkade misstänkt. Mat till arbetarna smugglades in av Fuchs hustru, som alltid hade en man med sig för att föreställa ett förälskat par. Under sex månader pågick byggandet 24 timmar om dygnet. Väl framme i det övergivna huset i Östberlin stack man först upp en fullstor docka genom hålet för att kontrollera om östtyska gränsvakter stod och väntade med vapen.

## Flykttiden
Den 2 oktober 1964 sändes ett kodat telegram till den förste som skulle passera genom tunneln. Stor försiktighet hade vidtagits för att inte röja tunneln för de östtyska myndigheterna. När denna flykt lyckades organiserades snabbt flykten för de övriga som skulle räddas. En del hade tagit med sig personliga saker, men under krypandet i tunneln blev det alltför svårt att släpa med dessa saker varför de lämnades kvar i tunneln till förtret för dem som kröp efter.
Fram till den 4 oktober hann 57 östtyskar fly till Västberlin innan tunneln avslöjades. På kvällen den 4 oktober närmade sig två män det östtyska huset och gick fram till porten. Männen hade inte lösenordet, men verkade så nervösa så att han som var portvakt trodde att de glömt lösenordet och släppte in dem. Väl innanför dörren vände en av männen om för att hämta sin tredje kamrat som hade ångrat sig i sista stund. Wolfgang Fuchs såg från en utsiktsplats på det gamla bageriet vad som var på väg att hända och försökte varna den östtyska sidan, men radiokommunikationen fungerade inte varvid katastrofen var ett faktum. Den andra mannen återvände med östtyska gränspoliser som öppnade eld inne i huset. I tumultet som uppstod sköts den östtyske gränspolisen Egon Schultz. Den officiella östtyska versionen var att Schultz hade skjutits av västtyska slavhandlare som hade sålt östtyskar som slavar till väst. Efter Berlinmurens fall har man hittat östtyska dokument som visar att Schultz sköts av en kula från en annan östtysk gränspolis.
Strelitzer Strasse, gatan där den östtyska ingången till tunneln fanns, bytte namn kort efter att tunneln stängts till Egon-Schultz-Strasse. Idag heter den åter Strelitzer Strasse.